# آرامگاه شاه شجاع
آرامگاه شاه شجاع در شیراز و در شمال غربی حافظیه در نزدیکی هفت‌تنان در کنار بلوار هفت تن قرار دارد. جلال‌الدین شاه‌شجاع قبل از مرگ (۷۸۶ ه. ق) وصیت کرده بود که جسد وی را در زمین‌های مصلی و در جوار قبر شیخ محمود قطب‌الدین دفن نموده و سپس توسط امیر اختیارالدین کرمانی جنازه را به مدینه برده در آنجا به خاک سپارند. پس از مرگ وی به دلیل اختلافاتی که بین جانشینان او به وجود آمد، وصیت او عملی نشد و در همان جا باقی ماند.

## تاریخچهٔ آرامگاه
بعدها در زمان کریم‌خان زند و در سال ۱۱۹۲ ه‍.ق یکی از درباریان به نام میرزا محمد کرمانی متخلص به ظفر، که در دربار کریم‌خان زند صاحب مقام بود، در صدد ساختن بقعه‌ای بر روی قبر و تجدید بنای آرامگاه بر آمد ولی فرصت و زمینهٔ لازم برای تحقق این امر فراهم نشد و چون سنگ قبر شاه شجاع را برده بودند، به دستور کریم‌خان سنگ تراشیده و مرغوبی بر روی قبر نصب شد و بر روی آن با خط نستعلیق عالی این عبارت در ۱۱ سطر نوشته شد:
هوالحی الذی لا یموت. هذا مدفن السلطان العادل الباذل المرحوم المغفور شاه شجاع المظفری و وفاته فی سنه ست و ثمانین و سبعمائه من الهجریه کما قال العارف السالک شمس الدین محمد حافظ علیه الرحمه حیف از شاه شجاع و تجدید مزاره فی شهر ربیع‌الثانی ۱۱۹۲
در سال ۱۳۳۸ هجری خورشیدی به همت علی سامی (معمار بازسازی سعدیه و حافظیه) توسط انجمن آثار ملی گنبدی از کاشی‌های فیروزه‌ای بر روی قبر ساخته‌شد.

## معماری آرامگاه
آرامگاه بر ۴ ستون استوار است. و درون آن با کاشی و معرق‌کاری تزئین شده‌است. بنای آرامگاه بر روی یک صفه که سه پله از سطح زمین اختلاف ارتفاع دارد، بنا گردیده‌است و از چهار گوشهٔ آن چهار ستون مایل با سنگ‌های سفید به گنبد آبی‌رنگ آن می‌رسد. گنبد به وسیلهٔ کاربندی‌ها به ستون‌ها متصل شده‌است. ۴ کتیبه از اشعار شاه شجاع و حافظ نیز در درون گنبد و چهار کتیبه از اشعار حافظ که در مدح شاه شجاع سروده بود، در قسمت بیرونی گنبد و به خط نستعلیق بر روی کاشی نوشته شده‌است.
در جنب آرامگاه، بنایی آجری وجود دارد که در حال حاضر به عنوان کتابخانهٔ آثار و مفاخر فرهنگی مورد استفاده‌است. آرامگاه شاه شجاع در آذر ماه ۱۳۵۴ ذیل شمارهٔ ۱۱۶۹۷ در فهرست آثار ملی ایران به ثبت رسید.